# Salmanbäyli
Salmanbäyli (azerbajdzjanska: Salmanbəyli; tidigare ryska: Салманбейли: Salmanbejli) är en ort i Azerbajdzjan.   Den ligger i distriktet Ağcabädi, i den centrala delen av landet, 220 km väster om huvudstaden Baku. Salmanbäyli ligger 55 meter över havet och antalet invånare är 2 132.
Terrängen runt Salmanbäyli är platt. Närmaste större samhälle är Ağcabädi, 10,3 km nordost om Salmanbäyli.
Trakten runt Salmanbäyli består till största delen av jordbruksmark. Runt Salmanbäyli är det ganska tätbefolkat, med 62 invånare per kvadratkilometer.